# NGC 97
NGC 97 ist eine Elliptische Galaxie vom Hubble-Typ E im Sternbild Andromeda am Nordsternhimmel. Sie ist schätzungsweise 220 Millionen Lichtjahre von der Milchstraße entfernt und hat einen Durchmesser von etwa 105.000 Lichtjahren. Vom Sonnensystem aus entfernt sich das Objekt mit einer errechneten Radialgeschwindigkeit von näherungsweise 4.800 Kilometern pro Sekunde.
Gemeinsam mit sechs weiteren Galaxien bildet sie die Lyons Groups of Galaxies LGG 5 um NGC 108.
Das Objekt wurde am 16. September 1828 von dem britischen Astronomen John Herschel entdeckt.

## Galaktisches Umfeld
| Nr. | Galaxie          | Alternativname            | Rek           | Dek           | Distanz/asec |
| --- | ---------------- | ------------------------- | ------------- | ------------- | ------------ |
| →   | NGC 97           | LEDA/PGC 1442             | 00h22m30.00s  | +29d44m43.3s  | 0            |
| 1   | LEDA/PGC 1880112 | WISEA J002217.58+295025.5 | 00h22m17.55s  | +29d50m26.1s  | 380.53       |
| 2   | LEDA/PGC 1871177 | 2MASX J00222118+2935202   | 00h22m21.18s  | +29d35m20.5s  | 573.77       |
| 3   | LEDA/PGC 1493    | NSA 126842                | 00h23m12.786s | +29d50m12.02s | 646.45       |
| 4   | NGC/PGC 1460     | NSA 126820                | 00h22m45.72s  | +29d56m23.1s  | 729.05       |
| 5   | LEDA/PGC 1877337 | 2MASX J00213326+2945509   | 00h21m33.28s  | +29d45m51.1s  | 740.72       |
| 6   | LEDA/PGC 1387    | UGC 207                   | 00h21m31.13s  | +29d39m43.9s  | 823.26       |
| 7   | LEDA/PGC 1880716 | 2MASX J00213249+2951199   | 00h21m32.48s  | +29d51m20.1s  | 847.85       |
| 8   | LEDA/PGC 1439    | UGC 215                   | 00h22m26.49s  | +29d30m15.4s  | 868.98       |
| 9   | LEDA/PGC 1880719 | 2MASX J00212880+2951209   | 00h21m28.80s  | +29d51m20.9s  | 889.50       |
| 10  | LEDA/PGC 1880972 | 2MASX J00212734+2951449   | 00h21m27.37s  | +29d51m45.0s  | 917.60       |
| 11  | LEDA/PGC 1363    | NSA 126745                | 00h21m12.194s | +29d38m45.63s | 932.44       |
| 12  | LEDA/PGC 1868189 | 2MASX J00225023+2929473   | 00h22m50.24s  | +29d29m47.2s  | 934.34       |